# Northrop Alpha
O Northrop Alpha foi uma aeronave utilitária, monomotor a pistão, monoplano e de asa-baixa, desenvolvida pela Northrop Corporation no final dos anos 20. Foi utilizado como aeronave de correspondência e de transporte de passageiros.

## Design e desenvolvimento
Com base na sua experiência com o Lockheed Vega, John K. Northrop (o fundador na Northrop), projetou uma aeronave avançada para o transporte de correspondências e de passageiros. Além da construção completamente metálica, o novo Alpha se beneficiou de dois avanços aerodinâmicos revolucionários: filetes de asas desenvolvidos no Guggenheim Aeronautical Laboratory, do Instituto de Tecnologia da Califórnia, e uma fuselagem de asa reforçada e multi-soldada de autoria própria da Northrop, que mais tarde foi utilizada com sucesso no Douglas DC-2 e no Douglas DC-3. Além disso, o Alpha foi o primeiro avião comercial a utilizar deicing boots de borracha nas bordas das asas e fuselagem que, em conjunto com equipamentos de navegação de rádio, deu-lhe a capacidade de voar ao dia ou a noite, em todas as condições meteorológicas.
A aeronave voou pela primeira vez em 1930, e teve um total de 17 unidades construídas. O Alpha serviu mais tarde para o desenvolvimento do Northrop Gamma.

## Histórico operacional

### Serviço na TWA
O Alpha entrou em serviço com a Transcontinental & Western Air (futura TWA), realizando seu voo inaugural em 20 de abril de 1931. A viagem de San Francisco para Nova York com uma frota de 14 aeronaves até 1935, e exigia 13 paradas e demorava pouco mais de 23 horas:
1 - San Francisco, Califórnia
2 - Winslow, Arizona
3 - Albuquerque, Novo México
4 - Amarillo, Texas
5 - Wichita, Kansas
6 - Kansas City, Missouri
7 - St. Louis, Missouri
8 - Terre Haute, Indiana
9 - Indianapolis, Indiana
10 - Columbus, Ohio
11 - Pittsburgh, Pensilvânia
12 - Filadélfia, Pensilvânia
13 - Nova York.
As aeronaves da TWA foram inicialmente operadas no transporte de passageiros, mas foram posteriormente modificados na fábrica da Stearman em Wichita para a versão 4A, para o transporte de cargas. A Stearman e Northrop tinham a mesma empresa-mãe na época.

### Serviço no USAAC
3 unidades do Alpha foram operadas até 1939 pelo Corpo Aéreo do Exército dos Estados Unidos (USAAC) sob a designação de C-19, para transporte VIP.

### Museu
O terceiro Alpha construído, prefixo NC11Y, foi readquirido pela TWA em 1975, e hoje se encontra preservado no National Air and Space Museum.

## Variantes
Alpha 2
- Versão inicial de produção, capacidade para até 6 passageiros, equipada por um motor a pistão Pratt & Whitney Wasp R-1340-SC1, radial, de 9 cilindros e refrigerado a ar.

Alpha 3
- Versão de carga com capacidade para 2 passageiros. Várias unidades do Alpha 2 foram convertidas para essa versão.

Alpha 4
- Versão de carga com mais 60 centímetros de envergadura e grandes carenagens de metal protegendo o trem de pouso para diminuir o arrastro. Todos foram convertidos do Alpha 3.

Alpha 4A
- Versão de carga, todos convertidos do Alpha 4.

YC-19 e Y1C-19

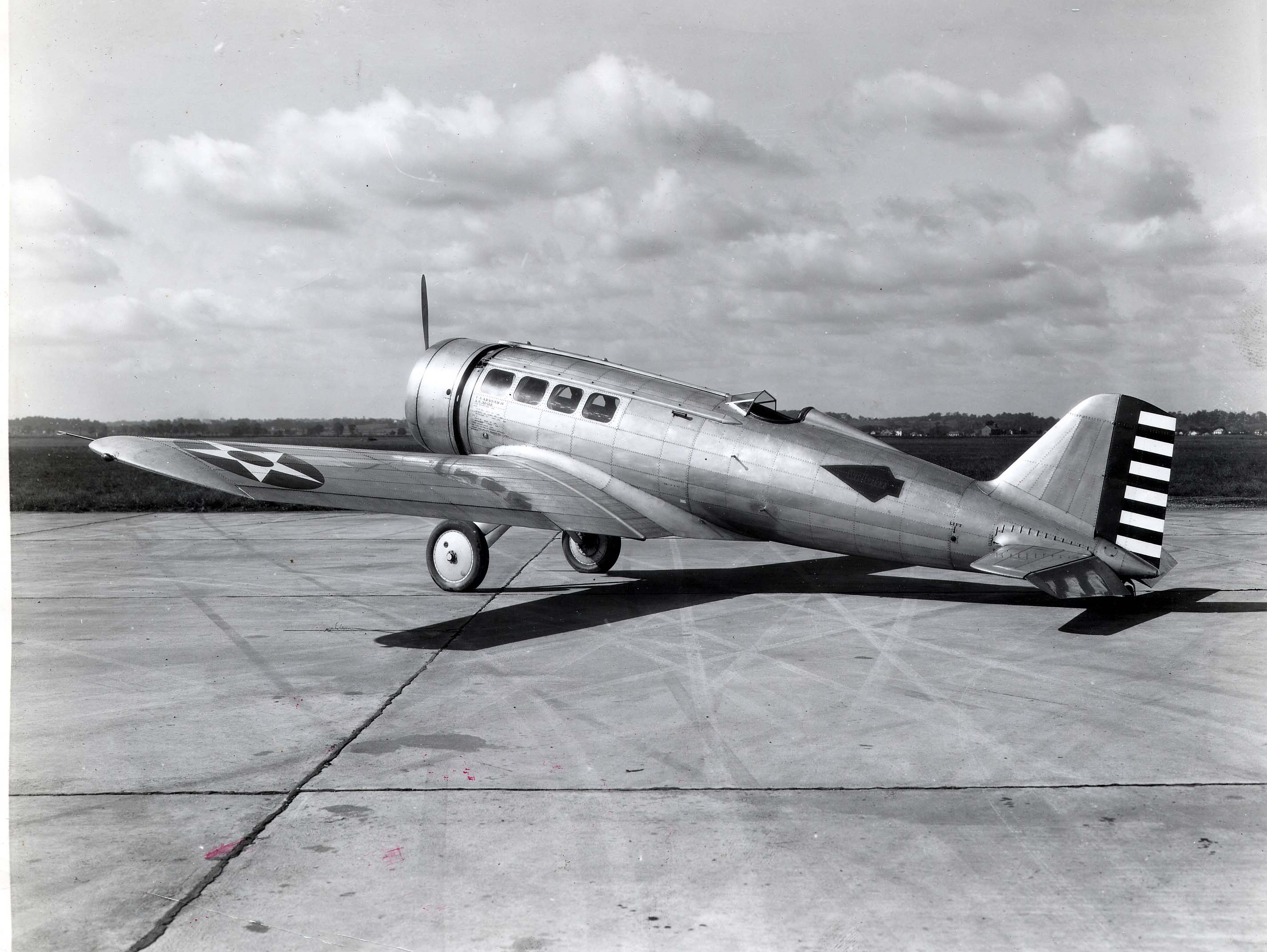
Um Y1C-19 da USAAC.

- Um Y1C-19 da USAAC.Versão de transporte VIP para USAAC. O número de assentos foi reduzido para 4 passageiros. O YC-19 era equipado por um motor Pratt & Whitney R-1340-7, enquanto que o Y1C-19 era equipado por um R-1340-11. Era designado internamente pela USAAC como "C-19 Alpha". 3 unidades foram construídas, com números de série 31-516 a 31-518.

## Operadores

### Operadores civis

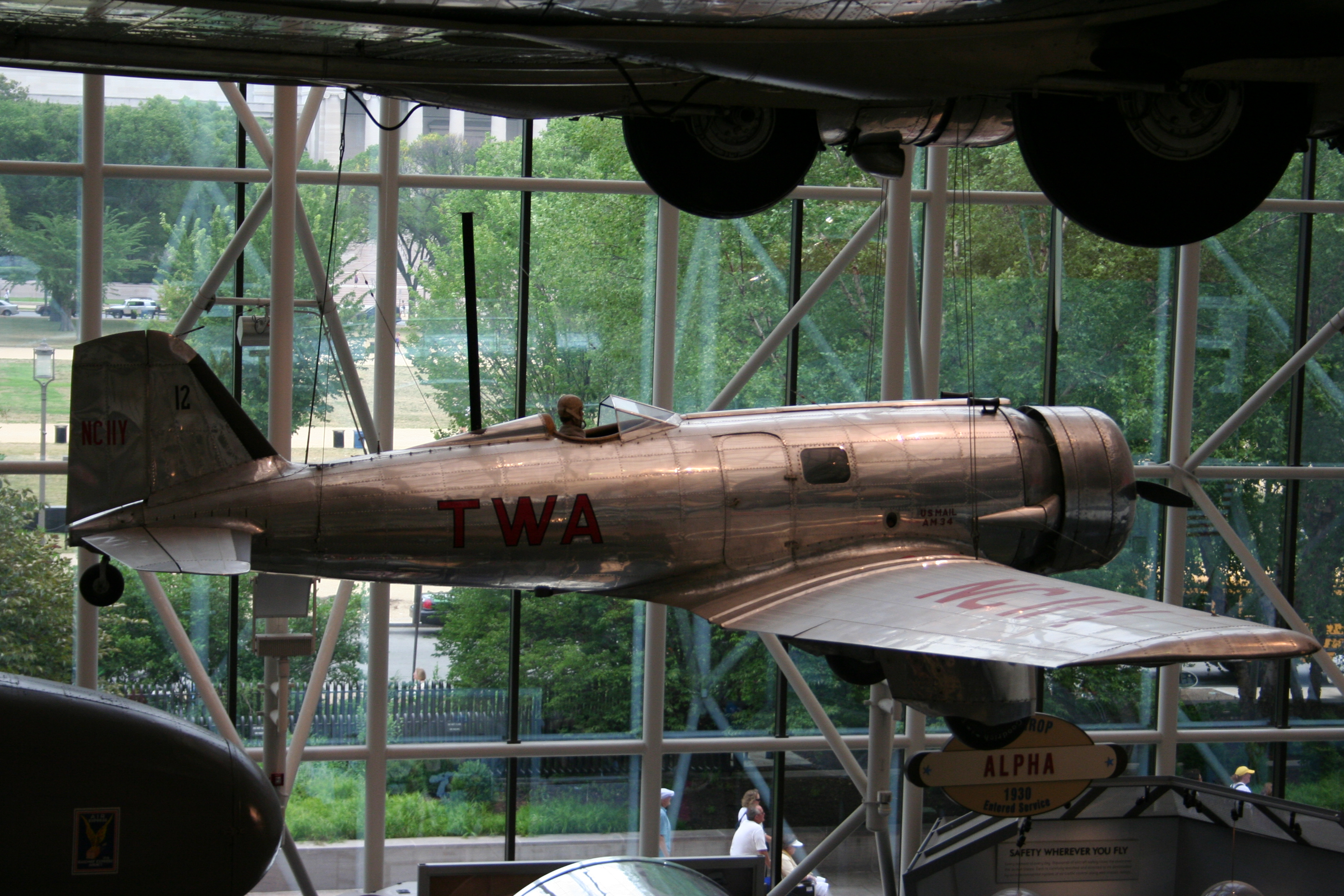
Antigo Alpha da TWA no National Air and Space Museum.

Estados Unidos
- Trans World Airlines

### Operadores militares
Estados Unidos
- Corpo Aéreo do Exército dos Estados Unidos

## Especificações (Alpha 2)
Dados de Northrop Alpha, www.flugzeuginfo.net.

### Características gerais
- Tripulação: 1 (piloto)
- Capacidade: 6 passageiros
- Comprimento: 8,65 m
- Envergadura: 12,75 m
- Altura: 2,74 m
- Área de asa: 27,4 m²
- Peso vazio: 2,590 kg
- Carga útil: 868 kg
- Peso carregado: 2,045 kg
- Máx. peso de decolagem: 4,500 kg
- Motorização: 1 × motor a pistão Pratt & Whitney Wasp R-1340-SC1, radial, de 9 cilindros, refrigerado a ar, de 420 cv (313 kW)

### Atuação
- Velocidade máxima: 274 km/h
- Velocidade de cruzeiro: 233 km/h
- Alcance operacional: 2,650 km
- Teto de serviço: 5,885 m
- Taxa de subida: 7,1 m/s
- Carga de asa: 74,6 kg/m²
- Potência/massa: 0,15 kW/kg